# Staatswappen der Sowjetunion
Das von Wladimir Adrianow und Iwan Dubassow entwickelte Staatswappen der Sowjetunion wurde am 6. Juli 1923 durch die II. Sitzung des Zentralen Exekutivkomitees der Sowjetunion angenommen (gleichzeitig mit der Annahme des Entwurfs der Verfassung). Am 22. September 1923 wurde das Wappen endgültig vom Vorsitzenden des Präsidiums des Zentralkomitees der Kommunistischen Partei der Sowjetunion, Abel Jenukidse, bestätigt. Die Verfassung der Sowjetunion, die vom II. Kongress der Sowjets am 31. Januar 1924 angenommen wurde, bestätigte das neue Wappen offiziell. Anfangs hatte es je drei Windungen des roten Bandes auf jeder Hälfte des Ährenkranzes. Auf je einer Windung stand der Text des Aufrufes aus dem Manifest der Kommunistischen Partei: „Proletarier aller Länder vereinigt Euch!“ übersetzt ins Russische und in weitere Sprachen. Die Formulierung im Artikel 70 lautete: „An der Spitze des Emblems ist ein fünfzackiger Roter Stern mit einem gelben Rand [...] Hammer und Sichel vor dem Erdball, Sonnenstrahlen eingerahmt durch Ähren mit einer Inschrift in den sechs Sprachen […]“.
Ab 1931 erfolgte eine Änderung in alle jeweiligen Amtssprachen der einzelnen Sowjetrepubliken. Dies wurde in der VI. Allunionssitzung des Sowjets im März 1931 beschlossen. In einem Beschluss zu Verfassungsfragen hieß es nun „Das Wappen der UdSSR besteht […] mit der Inschrift in den üblichen Sprachen der Unionsrepubliken“.
1936 wurde der tatarische Text mit lateinischer Schrift hinzugefügt und der russische in die Mitte verschoben. Mit der neuen Verfassung von 1936 (Stalin-Verfassung) erfolgte die Aufnahme weiterer Sowjetrepubliken, wodurch es im Wappen von 1936 nun elf Sprachen wurden sowie im Jahre 1946 dann 16 Sprachen. 1956 wurde der finnische Text aus dem Wappen entfernt, weil die bisherige Unionsrepublik Karelo-Finnische SSR nunmehr als Autonome Sozialistische Sowjetrepublik ein Bestandteil der RSFSR war. Bis zur Auflösung der Sowjetunion 1991 verblieben 15 Textvarianten auf dem Wappen.

## Versionen

### 1923–1931
Aufschrift „Proletarier aller Länder, vereinigt Euch!“ in sechs Sprachen (von links oben nach rechts unten):  
- Belarussisch: Пролетарыі ўсіх краёў, злучайцеся!
- Georgisch: პროლეტარებო ყველა ქვეყნისა, შეერთდით!
- Russisch: Пролетарии всех стран, соединяйтесь!
- Armenisch: Պրոլետարներ բոլոր երկրների, միացե՛ք!
- Aserbaidschanisch: !بوتون دونیا نولکه لريك يوقسوللاری بیرله شکر
- Ukrainisch: Пролетарі всіх країн, єднайтеся!

### 1931–1936
Aufschrift in neun Sprachen: Armenisch, Aserbaidschanisch, Georgisch, Russisch, Ukrainisch, Belarussisch (s. o.), hinzu kamen:
- Usbekisch: Бутун дунё пролетарлари, бирлашингиз!
- Tadschikisch: Пролетарҳои ҳамаи мамлакатҳо, як шавед!
- Turkmenisch: Әхли юртларың пролетарлары, бирлешиң!

### 1936–1946
Aufschrift in elf Sprachen: Armenisch, Georgisch, Russisch, Ukrainisch, Usbekisch, Tadschikisch, Turkmenisch, Belarussisch (s. o.), hinzu kamen:
- Aserbaidschanisch (nun in kyrillischer Schrift): Бүтүн өлкәләрин пролетарлары, бирләшин!
- Kasachisch: Барлық елдердің пролетарлары, бірігіңдер!
- Kirgisisch: Бардык өлкөлордүн пролетарлары, бириккиле!

### 1946–1956
Aufschrift in 16 Sprachen: Armenisch, Aserbaidschanisch, Georgisch, Kasachisch, Kirgisisch, Russisch, Tadschikisch, Turkmenisch, Ukrainisch, Usbekisch, Belarussisch (s. o.), hinzu kamen:
- Estnisch: Kõigi maade proletaarlased, ühinege!
- Finnisch: Kaikkien maiden proletaarit, liittykää yhteen!
- Lettisch: Visu zemju proletārieši, savienojieties!
- Litauisch: Visų šalių proletarai, vienykitės!
- Moldauisch: Пролетарь дин тоате цэриле, униць-вэ!

### 1956–1991
Aufschrift in 15 Sprachen: alle wie 1946 bis 1956, außer dem Finnischen.

### Wappen anderer Staaten, die sich an das Wappen der UdSSR anlehnten
Da die UdSSR der erste sozialistische Staat der Welt war, gestalteten spätere andere sozialistisch gewordene Länder ihr Wappen nach deren Vorbild, es entstand eine sozialistische Heraldik:
| Wappen | Land                                                                  | Zeitraum  |
| ------ | --------------------------------------------------------------------- | --------- |
|        | Königreich Afghanistan                                                | 1928–1929 |
|        | Demokratische Republik Afghanistan                                    | 1978–1992 |
|        | Sozialistische Volksrepublik Albanien                                 | 1944–1999 |
|        | Republik Angola                                                       | seit 1975 |
|        | Demokratische Volksrepublik Äthiopien                                 | 1987–1991 |
|        | Volksrepublik Benin                                                   | 1975–1990 |
|        | Volksrepublik Bulgarien (siehe auch Wappenvarianten der VR Bulgarien) | 1948–1990 |
|        | Burkina Faso                                                          | 1984–1997 |
|        | Volksrepublik China                                                   | seit 1950 |
|        | Derg (Provisorischer Militärverwaltungsrat Äthiopien)                 | 1975–1987 |
|        | Deutsche Demokratische Republik                                       | 1950–1990 |
|        | Autonome Territoriale Einheit Gagausien                               | seit 1994 |
|        | Republik Guinea-Bissau                                                | seit 1973 |
|        | Sozialistische Föderative Republik Jugoslawien                        | 1943–1992 |
|        | Demokratisches Kampuchea                                              | 1975–1979 |
|        | Volksrepublik Kampuchea                                               | 1979–1989 |
|        | Staat Kambodscha                                                      | 1989–1992 |
|        | Republik Khmer                                                        | 1970–1975 |
|        | Volksrepublik Kongo                                                   | 1970–1992 |
|        | Demokratische Volksrepublik Korea                                     | seit 1948 |
|        | Sozialistische Republik Mazedonien                                    | 1944–1991 |
|        | Demokratische Volksrepublik Laos                                      | seit 1975 |
|        | Volksrepublik Lugansk                                                 | seit 2014 |
|        | Demokratische Republik Madagaskar                                     | 1975–1992 |
|        | Republik Mahabad                                                      | 1946      |
|        | Mongolische Volksrepublik                                             | 1940–1990 |
|        | Republik Mosambik                                                     | seit 1975 |
|        | Demokratische Bundesrepublik Nepal                                    | seit 2006 |
|        | Volksrepublik Rumänien                                                | 1948–1965 |
|        | Sozialistische Republik Rumänien                                      | 1965–1990 |
|        | Russische Föderation                                                  | 1992–1993 |
|        | Pridnestrowische Moldauische Republik                                 | seit 1990 |
|        | Republik Serbien                                                      | 1992–2004 |
|        | Tadschikistan                                                         | seit 1993 |
|        | Tuwinische Volksrepublik                                              | 1921–1944 |
|        | Volksrepublik Ungarn                                                  | 1949–1990 |
|        | Usbekistan                                                            | seit 1992 |
|        | Belarus                                                               | seit 1995 |
|        | Demokratische Republik Vietnam                                        | 1955–1976 |
|        | Republik Südvietnam                                                   | 1975–1976 |
|        | Sozialistische Republik Vietnam                                       | seit 1976 |
|        | Wa-Staat                                                              | seit 1989 |